# Mary Kelly
Mary Kelly (ur. 10 lutego 1983) – amerykańska zapaśniczka. Zajęła dziewiąte miejsce w mistrzostwach świata w 2006. Brązowy medal na mistrzostwach panamerykańskich w 2006. Brąz na uniwersjadzie w 2005. Druga w Pucharze Świata w 2007. Druga (2006) i trzecia (2003) na MŚ juniorów. Zawodniczka Northern Michigan University.